# Los Honores

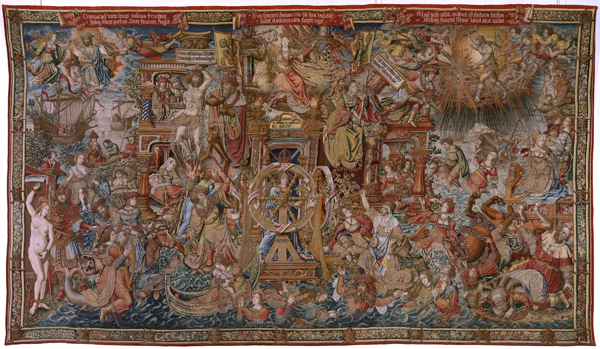
Los Honores, fünfter Teil

Der neunteilige Wandbehang Los Honores (deutsch: Die Tugenden) wurde 1520 für Kaiser Karl V. anlässlich seiner Krönung in Aachen bestellt und 1526 von ihm gekauft. Die großformatigen Bildwirkereien aus Wolle, Seide, Silber- und Goldfäden weisen jeweils  Ausmaße von 5 × 10 Metern auf. Gefertigt wurden sie im Brüsseler Atelier von Pieter van Aelst nach Kartons von Barend van Orley, Jan Gossaert van Mabuse und anderen anerkannten Künstlern der damaligen Zeit. Sie zeugen von der Meisterschaft, zu der es die früheren flämischen Werkstätten gebracht hatten und von der prachtvollen Ausgestaltung der reichen Bibliothek des Burgundischen Hofes in der Renaissance. 
Die neun Tapisserien illustrieren Werke von Valerius Maximus, Ovid, Petrarca und Boccaccio und zeigen allegorische Darstellungen der höchsten Tugenden, die ein junger Fürst anstreben sollte, um die höchste Belohnung zu erhalten: Ruhm, ewiger Adel und höchste Ehre. Jedes der Einzelwerke ist wie eine Theaterszene aufgebaut: zentral steht die Allegorie, die von zahlreichen Beispielen aus Bibel und Weltgeschichte umgeben ist. Inhaltlich und formell wird jede Tapisserie mit der vorigen oder folgenden verbunden, so dass jeweils drei als eine große Szene gelesen werden können.
Die einzelnen Werke sind betitelt:
1. Fortuna: das Schicksal
2. Prudentia: die Weisheit
3. Virtus: die Tugend
4. Fides: der Glaube
5. Honor: die Ehre
6. Fama: der Ruhm
7. Justitia: die Gerechtigkeit
8. Nobilitas: der Adel
9. Infamia: die Schande

## Bibliografie
- G. Delmarcel: Koninklijke pracht in goud en zijde. Vlaamse wandtapijten van de Spaanse Kroon. Mechelen 1993.
- P. Schulte: Die Ethik politischer Kommunikation im franko-burgundischen Spätmittelalter. In: Chr. Dartmann, u. a. (Hrsg.): Zwischen Pragmatik und Performanz. Dimensionen mittelalterlicher Schriftkultur. (= Utrecht Studies in Medieval Literacy. 18). 2011, ISBN 978-2-503-54137-2, S. 461–489.